# Damalis infuscata
Damalis infuscata är en tvåvingeart som först beskrevs av Joseph och Parui 1985.  Damalis infuscata ingår i släktet Damalis och familjen rovflugor.
Artens utbredningsområde är Sri Lanka. Inga underarter finns listade i Catalogue of Life.